# 1819 في الولايات المتحدة
فيما يلي قوائم الأحداث التي وقعت خلال عام 1819 في الولايات المتحدة.

## سياسة

### تعيين في المنصب
- 4 مارس – ناثانييل بيتجر عضو مجلس النواب الأمريكي.
- 4 مارس – هنري و . ادواردز عضو مجلس النواب الأمريكي.
- 1 ديسمبر – توماس مان راندولف حاكم فرجينيا [الإنجليزية]‏.
- 10 ديسمبر – ريتشارد مينتور جونسون عضو مجلس الشيوخ الأمريكي.
- 21 ديسمبر – ويليام بينكني عضو مجلس الشيوخ الأمريكي.

### انتهاء فترة المنصب
- 17 فبراير – جون فورسيث عضو مجلس الشيوخ الأمريكي.
- 3 مارس – ويليام هنري هاريسون عضو مجلس النواب الأمريكي.

## كتب
من الكتب التي صدرت هذه السنة في الولايات المتحدة:
- 1 يناير – ريب فان وينكل من تأليف واشنطن إيرفينج.

## مواليد

### فبراير
- 14 فبراير – كروستوفر شولز سياسي أمريكي.
- 22 فبراير – جيمس راسل لويل

### مارس
- 5 مارس – جون باكستر سياسي أمريكي.
- 27 مارس – سيدني بيرهام سياسي أمريكي.
- 29 مارس – إدوين دريك مخترع من الولايات المتحدة الأمريكية.

### أبريل
- 2 أبريل – يعقوب هامبلين دبلوماسي أمريكي.

### مايو
- 11 مايو – بيرتون جيم كوك سياسي أمريكي.
- 27 مايو – جوليا وارد هاو
- 31 مايو – والت ويتمان شاعر وصحفي وكاتب مقالات أمريكي.

### يونيو
- 30 يونيو – وليام ويلر سياسي أمريكي.

### يوليو
- 9 يوليو – إلياس هاو

### أغسطس
- 1 أغسطس – هرمان ملفيل
- 9 أغسطس – جوناثان هوميروس لين عالم فلك أمريكي.
- 9 أغسطس – وليم مورتون

### سبتمبر
- 6 سبتمبر – وليام روسكرانس سياسي أمريكي.
- 7 سبتمبر – توماس أندروز هندريكس سياسي أمريكي.
- 14 سبتمبر – هنري جاكسون هنت ضابط من الولايات المتحدة الأمريكية.

### أكتوبر
- 30 أكتوبر – جيمس تي. لويس سياسي أمريكي.
- 31 أكتوبر – الكسندر راندال سياسي أمريكي.

### نوفمبر
- 17 نوفمبر – لورينزو دي وايتنج سياسي أمريكي.
- 23 نوفمبر – يوشيا يتني

### ديسمبر
- 19 ديسمبر – جيمس سبريغز باين سياسي أمريكي.
- 29 ديسمبر – أوين جونز سياسي أمريكي.
- 30 ديسمبر – جون وايت جيري سياسي أمريكي.

## وفيات

### فبراير
- 5 فبراير – هانا فان بيورين (مواليد 1783)

### أبريل
- 15 أبريل – أوليفر إيفانز (مواليد 1755) مخترع من الولايات المتحدة الأمريكية.

### مايو
- 8 مايو – كاميهاميها الأول (مواليد 1758)

### أغسطس
- 23 أغسطس – أوليفر هازارد بيري (مواليد 1785) ضابط من الولايات المتحدة الأمريكية.

### سبتمبر
- 1 سبتمبر – وليام بالدوين (مواليد 1779) طبيب من الولايات المتحدة الأمريكية.

### أكتوبر
- 26 أكتوبر – توماس جونسون (مواليد 1732)

### نوفمبر
- 7 نوفمبر – كاليب سترونغ (مواليد 1745) سياسي أمريكي.